# Una settimana
Una settimana (One Week) è un cortometraggio del 1920 scritto e diretto da Buster Keaton e Eddie Cline.
Nel 2008 è stato scelto per essere conservato nel National Film Registry della Biblioteca del Congresso degli Stati Uniti.

## Trama

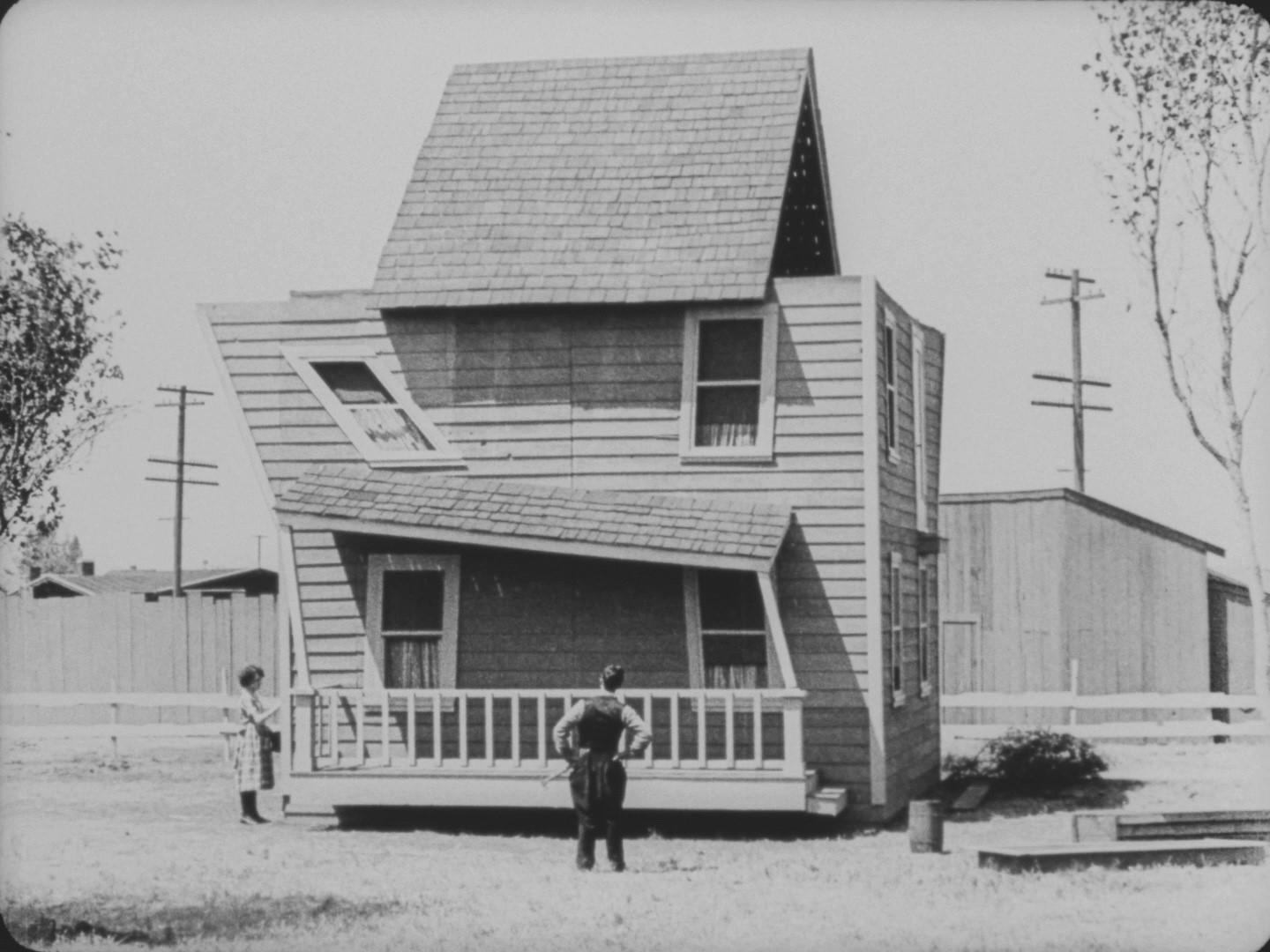
Una scena del film

Due sposini, Keaton e Seely, ricevono una "casa fai-da-te" come dono di nozze. Secondo le istruzioni la casa può essere costruita in una settimana, tuttavia vengono intralciati da un pretendente rifiutato che cambia la numerazione delle casse contenenti i pezzi della casa. Buster costruisce la casa secondo la nuova numerazione e si trova alle prese con un edificio totalmente fuori dal comune, con porte che si aprono sul vuoto, pavimenti che cedono e fondamenta poco stabili tanto che, durante una tempesta, la casa comincia a girare su se stessa divenendo una folle giostra che sbalza fuori tutti gli occupanti. La coppia scopre infine che il lotto loro assegnato per costruire la casa era quello sbagliato quindi, fissati dei barili alla base della casa, iniziano a trainarla nel lotto corretto. La fune usata per il rimorchio tuttavia, si spezzerà proprio durante l'attraversamento di un binario dove i due sposini vedranno la loro casa andare in mille pezzi al passaggio del treno.

## Accoglienza
Si tratta del film d'esordio di Keaton quale sceneggiatore e regista, la prima volta senza Fatty del quale, fino a quel momento, era stato la spalla. Georges Sadoul ha scritto: «(...) ora l'uomo che non ride mai  è alle prese con i pezzi di una casa prefabbricata che non riesce a mettere insieme e che sarà finalmente distrutta. Il personaggio di Buster è già da questo film in dura lotta con gli oggetti». Sulla linea, quindi, di quanto evidenzierà Gianni Celati, quando mette in relazione Keaton  e Samuel Beckett per quanto concerne gags e situazioni vissute in nodo lunatico, con maschera facciale «fissa, impassibile mai ravvivata dal sorriso». Robert Desnos, pur premettendo che non si tratta del miglior film di «questo attore, contiene tuttavia sequenze notevoli ed è un esempio tipico di comico meccanico» che mostra «una volta di più il fascino della follia e la sua grande validità poetica».

## Curiosità
- Joe Roberts compare brevemente nel ruolo di un facchino che trasporta un pianoforte.
- Sybil Seely aveva 18 anni quando girò il film. Ha recitato in 18 film, l'ultimo nel 1922. Muore nel 1984.
- Molti effetti speciali, come la casa che gira durante la tempesta e la collisione del treno sulla casa, sono stati girati senza l'utilizzo di modelli.